# Rugby Rovigo Delta
Rugby Rovigo Delta SSD è un club italiano di rugby a 15 con sede a Rovigo.
Fondato nel 1935, ha vinto 15 scudetti, secondo miglior palmarès nazionale dopo Amatori Milano e al pari di Petrarca (club al pari del quale non è mai retrocesso) e Benetton, e due Coppe Italia.
Nel 1986 il club fu insignito della Stella del CONI al merito sportivo.
Al 2025 il club è detentore sia dello scudetto che della Coppa Italia.

## Storia

### Gli inizi

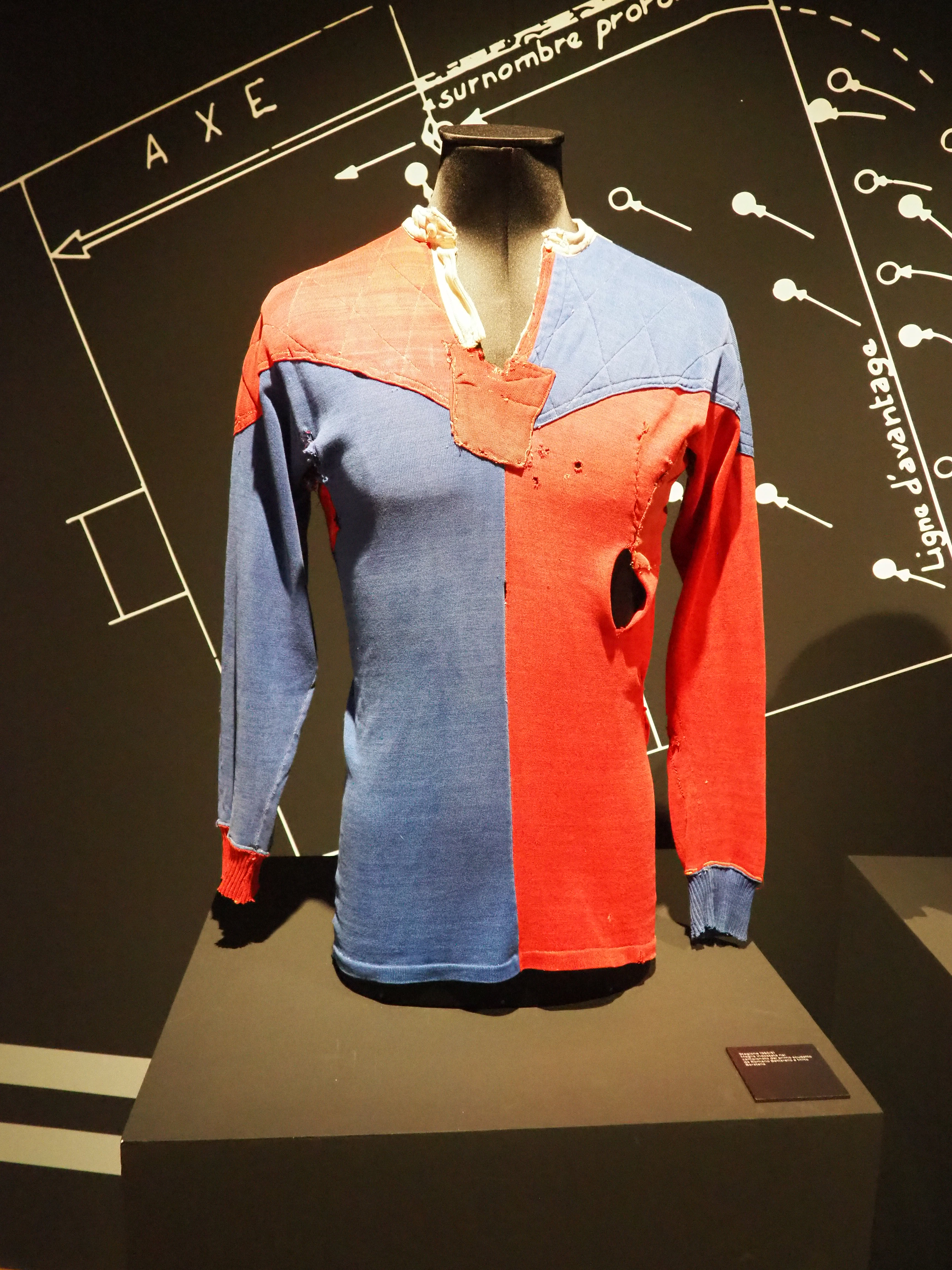
Maglia storica del club.

La squadra viene fondata nel 1935, quando lo studente di medicina Davide Lanzoni porta da Padova il primo pallone ovale. La passione scoppia subito, ma inevitabilmente i primi tempi sono caratterizzati più dalla speranza e dalla buona volontà che da altro.
La squadra si iscrive al campionato 1935-36 della GIL, in pratica il campionato giovanile, perfetto per rodare i meccanismi di gioco. Tra i "pionieri" troviamo già quello che diventerà uno dei più grandi rugbisti italiani, Mario "Maci" Battaglini. In questa stessa stagione agonistica nella partita contro il Bologna (persa per 10-6), il Rovigo indossa per la prima volta i colori rossoblù, che non abbandonerà più. La leggenda vuole che la scelta del rosso e del blu siano dovuti più alla necessità che alla libera scelta: Lanzoni trascorreva le vacanze estive a Cesenatico, città frequentata anche dal grosso dei giocatori del Bologna Calcio, e i pochi mezzi della squadra rodigina avrebbero indotto Lanzoni a chiedere un piccolo aiuto alla forte società calcistica felsinea. Così, le maglie di seconda mano del Bologna sarebbero diventate le prime della Rugby Rovigo.
Nella stagione 1937-38 cominciano ad arrivare i primi risultati, con la conquista delle semifinali (dopo sedici vittorie consecutive), sempre nel campionato GIL.
L'anno successivo giunge il primo trofeo. Alle semifinali nazionali GIL il Rovigo incontra il Torino (avversario fatale l'anno precedente) e lo sconfigge 12-11. La finale, giocata a Forlì il 21 aprile, vede affrontarsi il Milano e il Rovigo, che si impone per 14-0.
Pur non disputando un campionato regolare, i rossoblù cominciano a girare l'Italia e a incontrare gli squadroni dell'epoca: è il periodo in cui Rovigo si fa un nome e conquista i meriti per partecipare alla nuova Serie A.
La prima partita è nel 1940 contro l'Amatori Rugby Milano, e finisce con la vittoria per 26-0 del Rovigo, che però nel girone di ritorno deve ritirarsi dal campionato. Si riprende dopo la guerra nel 1945-46. Nel 1949 Rovigo sfiora il suo primo scudetto, perdendo la finale contro il Rugby Roma.

### Dai primi successi degli anni 50 alla stella

Isidoro Quaglio (a sin.) e Mario Battaglini negli anni 60

Il Rovigo, dalla stagione 1950-51, vince quattro scudetti consecutivi: i primi tre con Mario Battaglini, reduce dall'esperienza francese, il quarto con Aldo Milani in panchina, attraverso la finale vinta 6-3 contro il Treviso, che schiera Battaglini dopo il suo addio al Rovigo in quella stagione.
Negli anni 60, il Rovigo vive un altro periodo felice: con Giordano Campice in panchina e trascinato da Romano Bettarello, arrivano tre scudetti consecutivi dal 1962 al 1964.
Dopo una serie di stagioni poco brillanti, nel 1974 il Rovigo affida la panchina al francese Julien Saby, già allenatore della nazionale italiana. Il Rovigo ritorna ai vertici delle classifiche e vince lo scudetto nel 1976: è la squadra di Naudé, E. De Anna, Quaglio, Thomas, Rossi e Salvan. L'anno successivo i rossoblù terminano al primo posto con il Petrarca, perdendo poi lo spareggio.
Nel 1977 arriva il tecnico gallese Carwyn James, già allenatore di Llanelli e dei British and Irish Lions. Il Rovigo vince il campionato 1978-79 con un giovane mediano di apertura, Stefano Bettarello, che sarà in seguito più volte Barbarians.

La rosa del Rovigo 1987-88 che vinse la stella del decimo scudetto

I primi anni 80 sono contraddistinti da prestazioni e risultati altalenanti; quindi nel 1986 il Rovigo viene affidato al tecnico Nelie Smith, già allenatore della nazionale sudafricana. Con gli innesti di Naas Botha e Gert Smal in un organico già provvisto di Tito Lupini e di giovani prodotti del vivaio, come Brunello, Bordon e Ravanelli, nella stagione 1987-88 il Rovigo conquista la stella del decimo scudetto in una finale molto combattuta contro il Treviso, vinta a Roma per 9-7.

### Lo scudetto del 1990 e il lungo digiuno
Il successo si ripete due anni dopo, nella stagione 1989-90, sempre in finale con il Treviso (18-9 per i bersaglieri al loro 11º titolo). Rovigo continua a rimanere ai vertici del campionato anche nei primi anni 90, arrivando ancora alla finale scudetto nel 1992 (sempre contro Treviso), perdendola. L'anno dopo si ferma ai quarti di finale, che segnano l'addio di Tito Lupini e Naas Botha a Rovigo. Rovigo vive ancora un buon momento sul finire del millennio, raggiungendo la semifinale play-off nel 1998.
Nella stagione 2008-09, il Rovigo del capitano Tommaso Reato, guidato dal tecnico Massimo Brunello, riesce a classificarsi al quarto posto, ottenendo così la qualificazione alle semifinali dei play-off dopo undici anni di attesa, ma viene eliminato dal Viadana perdendo entrambe le gare (19-23 al Battaglini e 15-11 allo Zaffanella). Nella stagione successiva, sotto la guida di Umberto Casellato, i rossoblù raggiungono il secondo posto nella regular season, ma sono ancora eliminati dal Viadana in semifinale.
La stagione 2010-11 vede il ritorno a Rovigo in veste di capo-allenatore dell'ex-mediano di mischia sudafricano e rossoblù Polla Roux, proveniente dal Petrarca Padova. Vi sono profondi rinnovamenti anche nel resto dello staff tecnico e dirigenziale. La società cambia ragione sociale e nome, prendendo l'attuale denominazione di Rugby Rovigo Delta. La squadra mantiene la propria ossatura e domina la regular season, chiusa al primo posto. Nelle semifinali play-off si impone sui Crociati Parma, ma nella finale in casa (tutto esaurito, quasi 7000 spettatori) deve arrendersi al Petrarca per 14-18, dopo aver condotto nel primo tempo anche per 14-3.

Il logo utilizzato fino al 2010.

Nelle due stagioni successive il Rovigo continua ad avere alla guida Polla Roux. Nel campionato 2011-12 riesce a raggiungere i play-off all'ultima giornata di regular season, pareggiando sul campo del Petrarca per 16-16 al termine di una gara palpitante, ma cede poi il passo in semifinale al Calvisano, che guadagna il lasciapassare per la finale scudetto. Nella stagione 2012-13 il XV rodigino deve fronteggiare molti infortuni e chiude il campionato al sesto posto, mancando i play-off per la prima volta in 5 stagioni.
Il campionato 2013-14 è contraddistinto da un profondo rinnovamento tecnico. Da Prato arriva la coppia di allenatori formata da Andrea De Rossi e Filippo Frati, che portano con sé numerosi giocatori dalla compagine toscana. Sono ben 19 i nuovi arrivi in rossoblù, compreso quello eclatante di Mirco Bergamasco. Il girone di andata di regular season è dominato dal Rovigo, che chiude imbattuto con 40 punti, frutto di 9 vittorie e 1 pareggio. La prima sconfitta stagionale giunge nel febbraio 2014, in corrispondenza della finale casalinga del Trofeo Eccellenza per opera delle Fiamme Oro, che negli ultimi 7' di gioco rimontano da 25-9 fino al 25-26 finale.

### Ritorno al successo
La stagione 2015-16 viene fortemente marchiata da un passaggio di testimone a metà campionato da parte di Filippo Frati, che cede il posto all'All Blacks Joe McDonnell. La squadra si compatta e raggiunge la finale, conquistando, dopo ventisei anni di attesa, il Campionato Italiano d'Eccellenza (12º titolo) sconfiggendo il Calvisano per 20-13 al Battaglini.
Nella stagione 2016-17 McDonnell viene affiancato dal connazionale Jason Wright quale allenatore dei trequarti e, dopo una regular season altalenante, al termine della quale i rossoblù si classificano terzi, Rovigo si aggiudica l'accesso alla finale di campionato grazie a due ottime prestazioni nei play-off contro il Petrarca Padova. Sul campo del Calvisano, però, i Bersaglieri non riescono a bissare il successo della stagione precedente perdendo 29-43. Nella stagione 2017-18 Rovigo termina la stagione regolare al 3º posto, dietro al Petrarca e al Calvisano. Ai play-off in semifinale affronta quest'ultimo vincendo la gara d'andata al Battaglini per 12-9, venendo poi sconfitto al ritorno per 24-20 al San Michele perdendo la possibilità di giocare la terza finale consecutiva. La stagione 2018-19 si apre con Umberto Casellato nominato nuovo allenatore al posto dell'uscente Joe McDonnell che lascia la panchina di Rovigo dopo tre stagioni. Rovigo termina la stagione regolare al 2º posto dietro al Calvisano. Ai play-off in semifinale Rovigo riesce a eliminare il Petrarca vincendo 18-9 la gara di ritorno al Battaglini dopo aver pareggiato la gara di andata per 10-10. In finale Rovigo trova per la terza volta in quattro anni il Calvisano, venendo sconfitto per 33-10 dai giallo-neri al loro 5º successo in sette anni.

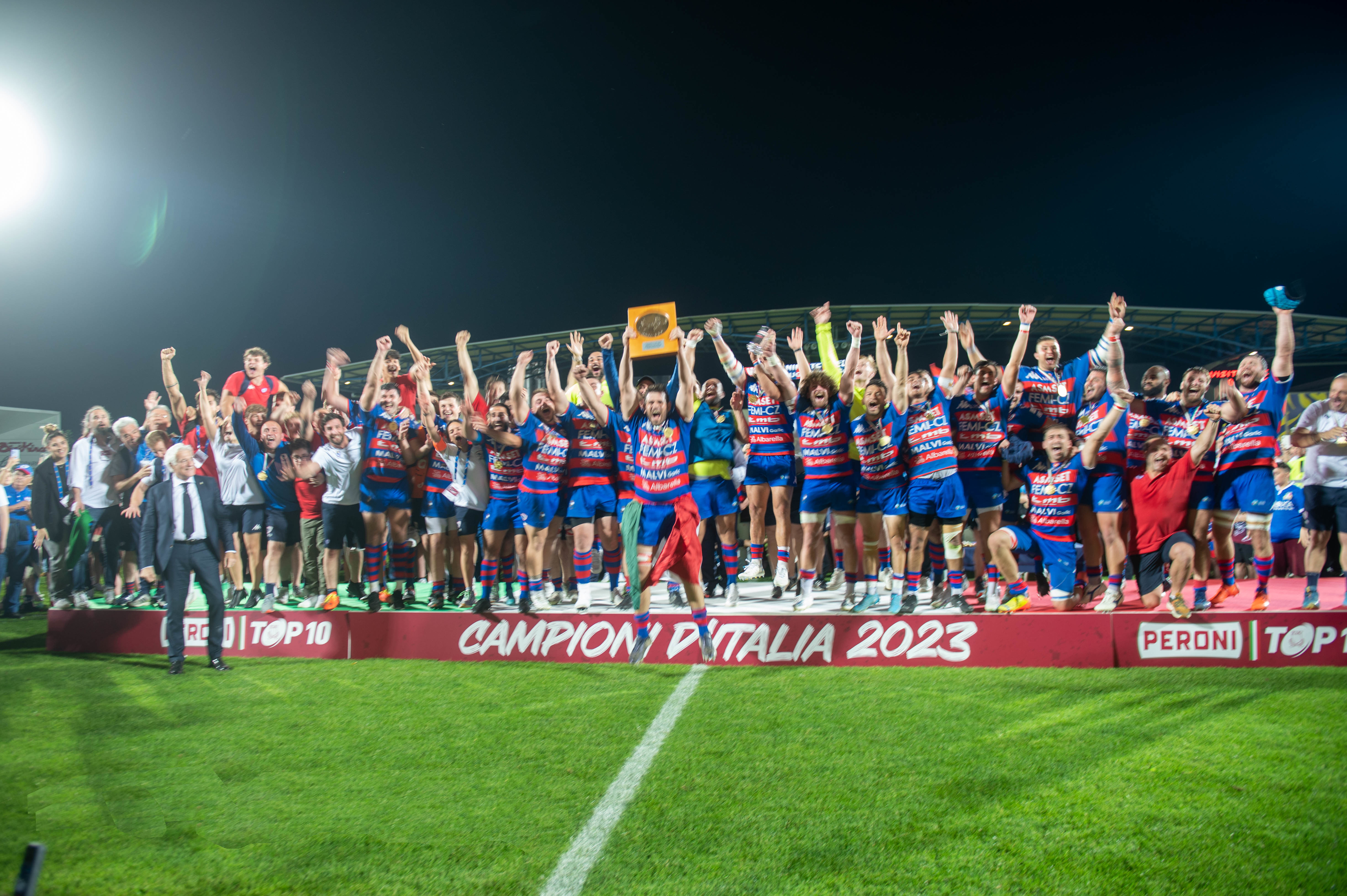
La vittoria dello scudetto 2022-23.

La stagione 2019-20 viene sospesa il 26 marzo 2020 a causa dello scoppio della pandemia di COVID-19. Rovigo riesce a portarsi comunque a casa un trofeo, vincendo la prima Coppa Italia della sua storia sconfiggendo il Petrarca in finale per 10-3 al Battaglini.
Nella stagione 2020-21 Rovigo torna al successo in campionato dopo cinque anni. Dopo aver concluso la stagione regolare al 2º posto, dietro al Petrarca, la squadra di Umberto Casellato elimina in semifinale play-off i campioni in carica del Calvisano (31-22 al San Michele per i giallo-neri, 17-6 al Battaglini per i bersaglieri) tornando in finale dopo due stagioni. In finale al Plebiscito di Padova, Rovigo vince 20-23 contro il Petrarca conquistando il 13º scudetto della sua storia. Nella stagione 2021-22 Allister Coetzee viene nominato allenatore sostituendo Umberto Casellato. Rovigo conferma il risultato dell'anno precedente terminando la stagione regolare al 2º posto. Ai play-off in semifinale i bersaglieri eliminano gli emiliani del Valorugby (9-16 a Reggio Emilia e 24-22 al ritorno a Rovigo). In finale Rovigo affronta per la seconda volta consecutiva il Petrarca allo Stadio Lanfranchi di Parma, perdendo 19-6.
La stagione 2022-23 si apre con la nomina di Alessandro Lodi come nuovo allenatore al posto di Allister Coetzee che lascia la panchina di Rovigo dopo solo una stagione. I bersaglieri dominano nella seconda parte della stagione finendo al 1º posto, con distacco, in stagione regolare, davanti ai campioni in carica del Petrarca. Ai play-off in semifinale Rovigo elimina il Colorno vincendo 21-15 la gara di ritorno al Battaglini, dopo lo spavento nella partita di andata persa per 19-14 al Gino Maini di Colorno. In finale c'è nuovamente il Petrarca (terzo anno consecutivo). Allo Stadio Lanfranchi Rovigo conquista il 14º scudetto vincendo per 16-9.
La stagione 2023-2024 vede la formazione rodigina arrivare seconda in regular season, dietro il Viadana di un solo punto (la formazione giallo-nera, nonostante gli stessi risultati di Rovigo, conquista un punto bonus in più). Ai playoff, con la nuova formula introdotta da questa stagione, il Rovigo viene inserito nel Girone B insieme a Mogliano e Petrarca. Dopo la vittoria per 29-12 al Battaglini sul Mogliano, il Rovigo viene sconfitto per 22-24 dal Petrarca mancando la finale per la prima volta dopo tre stagioni consecutive.

## Cronistoria
| Cronistoria del Rugby Rovigo Delta |
| --- |
| - 1935 · Fondazione del Rugby Rovigo - 1935-38 · Promozione GIL - 1938-39 · Campione della GIL - 1939-40 · Promozione GIL - 1940-41 · ritirato girone A Divisione Nazionale - 1941-45 · Inattività - 1945-46 · 1º girone D Coppa Alta Italia Divisione Nazionale (sconf. semifinali Coppa Alta Italia) - 1946-47 · 3º girone finale serie A - 1947-48 · 2ª serie A - 1948-49 · 2ª serie A (sconf. spareggio scudetto) - 1949-50 · 3ª serie A - 1950-51 · 1ª serie A Campione d’Italia (1º titolo) - 1951-52 · 1ª serie A Campione d’Italia (2º titolo) - 1952-53 · 1ª serie A Campione d’Italia (3º titolo) - 1953-54 · 1ª serie A Campione d’Italia (4º titolo) - 1954-55 · 2ª serie A - 1955-56 · 7ª serie A - 1956-57 · 2º girone B di semifinale serie A - 1957-58 · 3º girone A di semifinale serie A - 1958-59 · 3º girone B serie A (sconf. quarti di finale) - 1959-60 · 2º girone finale serie A - 1960-61 · 3º girone B Eccellenza - 1961-62 · 1º Eccellenza Campione d’Italia (5º titolo) - 1962-63 · 1º Eccellenza Campione d’Italia (6º titolo) - 1963-64 · 1º Eccellenza Campione d’Italia (7º titolo) - 1964-65 · 4º Eccellenza - 1965-66 · 5ª serie A - 1966-67 · 7ª serie A - 1967-68 · 9ª serie A - 1968-69 · 8ª serie A - 1969-70 · 7ª serie A - 1970-71 · 8ª serie A - 1971-72 · 4ª serie A - 1972-73 · 3ª serie A - 1973-74 · 4ª serie A - 1974-75 · 5ª serie A - 1975-76 · 1ª serie A Campione d’Italia (8º titolo) - 1976-77 · 1ª serie A (sconf. spareggio scudetto) - 1977-78 · 2ª serie A - 1978-79 · 1ª serie A Campione d’Italia (9º titolo) - 1979-80 · 2ª serie A - 1980-81 · 5ª serie A - 1981-82 · 4ª serie A - 1982-83 · 6ª serie A - 1983-84 · 3ª serie A - 1984-85 · 5ª serie A - 1985-86 · 4ª serie A - 1986-87 · 5ª serie A1 - 1987-88 · 1ª serie A1 Campione d’Italia (10º titolo) - 1988-89 · 3ª serie A1 (sconf. finale scudetto) - 1989-90 · 2ª serie A1 Campione d’Italia (11º titolo) - 1990-91 · 3ª serie A1 (sconf. semifinali) - 1991-92 · 2ª serie A1 (sconf. finale scudetto) - 1992-93 · 5ª serie A1 (sconf. quarti di finale) - 1993-94 · 9ª serie A1 - 1994-95 · 7ª serie A1 - 1995-96 · 8ª serie A1 (sconf. quarti di finale) - 1996-97 · 6ª serie A1 (sconf. quarti di finale) - 1997-98 · 4ª serie A1 (sconf. semifinale) (sconf. finale Coppa Italia) - 1998-99 · 5ª serie A1 - 1999-00 · 7ª serie A1 - 2000-01 · 9ª serie A1 - 2001-02 · 6º Super 10 - 2002-03 · 6º Super 10 - 2003-04 · 5º Super 10 - 2004-05 · 6º Super 10 - 2005-06 · 7º Super10 (sconf. finale Coppa Italia) - 2006-07 · 8º Super 10 - 2007-08 · 5º Super 10 - 2008-09 · 4º Super 10 (sconf. semifinali) (sconf. semifinale Coppa Italia) - 2009-10 · 2º Super 10 (sconf. semifinali) (sconf. semifinale Coppa Italia) - 2010 · Cambio denominazione in Rugby Rovigo Delta - 2010-11 · 1º Eccellenza (sconf. finale scudetto) - 2011-12 · 4º Eccellenza (sconf. semifinali) - 2012-13 · 6º Eccellenza - 2013-14 · 2º Eccellenza (sconf. finale scudetto) (sconf. finale Trofeo Eccellenza) - 2014-15 · 1º Eccellenza (sconf. finale scudetto) - 2015-16 · 1º Eccellenza Campione d’Italia (12º titolo) - 2016-17 · 3º Eccellenza (sconf. finale scudetto) - 2017-18 · 3º Eccellenza (sconf. semifinali) - 2018-19 · 2º TOP12 (sconf. finale scudetto) - 2019-20 · Campionato annullato Coppa Italia (1º titolo) - 2020-21 · 2º TOP10 Campione d’Italia (13º titolo) - 2021-22 . 2° TOP10 (sconf. finale scudetto) - 2022-23 · 1º TOP10 Campione d’Italia (14º titolo) - 2023-24 · 2º Serie A Élite (sconf. playoff) - 2024-25 · 2º Serie A Élite Campione d’Italia (15º titolo) Coppa Italia (2º titolo) |

## Palmarès
- Campionati italiani: 15
1950-51, 1951-52, 1952-53, 1953-54, 1961-62, 1962-63, 1963-64, 1975-76, 1978-79, 1987-88 
1989-90, 2015-16, 2020-21, 2022-23, 2024-25
- Coppe Italia: 2
2019-20, 2024-2025

## Monti Rugby Rovigo Junior
Il settore giovanile a livello di minirugby e junior, fino ai 15 anni d'età, viene curato dall'associazione collegata attualmente denominata ASD Monti Rugby Rovigo Junior e nata a metà degli anni duemiladieci per fusione della Monti Rugby Rovigo e della Rugby Rovigo Junior.
La Lotario Monti nacque come polisportiva caratterizzata dai colori bianco-azzurri che negli anni si specializzò nel settore del minirugby, affiliandosi nel 1972 alla FIR.
La Rugby Rovigo Junior, ben più recente e branca della società seniores, era l'associazione che si occupava del settore giovanile intermedio fino all'Under-16 tra la Monti e la Rugby Rovigo Delta.
Nel suo palmarès figurano numerosi trofei nazionali fra cui i seguenti titoli Under-15: 1975, 1981, 1982, 1983 e 1991. Inoltre, ha vinto per 12 volte il Trofeo Topolino di minirugby nelle varie categorie.

## Allenatori
Gli allenatori del club sono stati:
- 1935-1939  Davide Lanzoni
- 1940-1941  Giacomo Campagna
- 1945-1946  Antonio Radicini
- 1950-1953  Mario Battaglini
- 1953-1954  Aldo Milani
- 1954-1955 Commissione tecnica
- 1955-1956  Mario Battaglini
- 1956-1957  Aldo Milani
- 1957-1958  Giordano Campice e
 Romano Bettarello
- 1958-1965  Giordano Campice
- 1965-1969  Mario Battaglini
- 1969-1970  Milto Baratella e
 Alexandru Penciu
- 1970-1973  Alexandru Penciu
- 1973-1974  Meirion Prosser
- 1974-1977  Julien Saby
- 1977-1979  Carwyn James
- 1979-1981  James Stofberg
- 1981-1982  Franco Vecchi
- 1982-1984  Nairn McEwan
- 1984-1986  Raffaello Salvan
- 1986  Luigi Equisetto
- 1986-1989  Nelie Smith
- 1989-1993  Tito Lupini
- 1993-1994  Grant Andrews e
 Nairn McEwan
- 1994-1995  Paolo Fedrigo
- 1995-1996  Manuel Ferrari
- 1996-1998  Francesco Dotto
- 1998  Gianfranco Siligardi
- 1998-1999  Guy Pardiès
- 1999-2001  Mike Bayly
- 2001-2002  Alessandro Zanella
- 2002-2003  Alejandro Canale
- 2003-2004  Marzio Zanato
- 2004-2006  Alejandro Canale
- 2006-2007  Alessandro Zanella
- 2007-2009  Massimo Brunello
- 2009-2010  Umberto Casellato
- 2010-2013  Polla Roux
- 2013-2014  Andrea De Rossi e
 Filippo Frati
- 2014-2015  Filippo Frati
- 2015-2018  Joe McDonnell
- 2018-2021  Umberto Casellato
- 2021-2022  Allister Coetzee
- 2022-2024  Alessandro Lodi
- 2024-  Davide Giazzon

## Giocatori di rilievo
Di seguito elencati i giocatori più rappresentativi e di maggiore rilievo internazionale che hanno indossato la storica maglia del club rosso-blu. La nazionalità indicata è quella secondo le regole World Rugby, non necessariamente coincidente con la cittadinanza amministrativa.
- Willie Ofahengaue
- Naas Botha
- Alejandro Abadie
- Matías Agüero
- Andrea Bacchetti
- Stefan Basson
- Mario Battaglini
- Enzo Bellinazzo
- Mirco Bergamasco
- Ottorino Bettarello
- Romano Bettarello
- Stefano Bettarello
- Riccardo Bocchino
- Salvatore Bonetti
- Stefano Bordon
- Steven Bortolussi
- Flaviano Brizzante
- Giorgio Bronzini
- Massimo Brunello
- Giancarlo Busson
- Germán Bustos
- Pablo Canavosio
- Carlo Checchinato
- Alberto Chillon
- Manuel Contepomi
- Ron Cribb
- Giambattista Croci
- David Dal Maso
- Elio De Anna
- Serafín Dengra
- Gianluca Faliva
- Simone Favaro
- Matteo Ferro
- Julian Gardner
- Davide Giazzon
- Akvsenti Giorgadze
- Massimo Giovanelli
- Luke Gross
- Luigi Guandalini
- Silao Leaega
- Andrea Lo Cicero
- Tito Lupini
- Nick Mallett
- Giancarlo Malosti
- Luca Martin
- Matteo Mazzantini
- Alessandro Moscardi
- Dirk Naudé
- Giancarlo Navarrini
- David Odiete
- Carlo Orlandi
- Juan Pablo Orlandi
- Alberto Osti
- Antonio Pavanello
- Gert Peens
- Alexandru Penciu
- Aaron Persico
- Isidoro Quaglio
- Nicola Quaglio
- Pietro Reale
- Tommaso Reato
- Guillermo Roan
- Nino Rossi
- Edoardo Ruffolo
- Cristian Săuan
- Andrea Scanavacca
- Hendro Scholtz
- Gert Smal
- Marko Stanojevic
- Christian Stewart
- Pietro Stievano
- Pietro Travagli
- AJ Venter
- Edgardo Venturi
- Angelo Visentin
- Giuseppe Visentin
- Narciso Zanella
- Ilia Zedginidze